# Kvitkové (Saranchuký)
Kvitkové (ucraniano: Квіткове́) es un pueblo de Ucrania, perteneciente al municipio rural de Saranchuký, en el raión de Ternópil de la óblast de Ternópil.
En 2001, el pueblo tenía una población de 243 habitantes.
Se ubica unos 5 km al suroeste de la capital municipal Saranchuký.

## Historia
Antes de su integración en el actual municipio de Saranchuký en 2020, el pueblo era una pedanía del consejo rural de Bózhykiv, en el raión de Berezhany.